# Walt Willis
Walter Alexander Willis (n. 1919, Irlanda de Nord, Regatul Unit – d. 20 octombrie 1999) a fost un cunoscut fan irlandez  de literatură științifico-fantastică.

## Biografie și carieră
Willis a primit un premiu Hugo în 1958 sub denumirea de "Outstanding Actifan" (cel mai remarcabil fan activ), care a înlocuit categoria cel mai bun fanzin în acel an. El a fost nominalizat la premiul Hugo pentru cel mai bun scriitor fan în 1969 și la două Retro-Hugo în aceeași categorie (în 2001, 2004, pentru munca din 1951, 1954). În 1959 și 1957 a fost nominalizat la categoria cel mai bun fanzin pentru Hyphen, iar în 2004 a avut nominalizări la retro-Hugo pentru cel mai bun fanzin  pentru Slant și Hyphen. El a împărțit un premiu retro-Hugo pentru Slant împreună cu editorul de artă al revistei, James White.
Cea mai cunoscută lucrare a sa este The Enchanted Duplicator (1954), co-scrisă cu Bob Shaw, o alegorie a căutării fanilor de a produce revista fanzin perfectă. Aceasta părea a fi modelată îndeaproape după The Pilgrim's Progress de John Bunyan (deși Willis și Shaw au negat să o fi citit înainte).
Willis era cunoscut pentru scrisul său plin de umor, mai ales într-o coloană „Harp That Once or Twice”, care a început în fanzin-ul Quandry din SUA, editat de Lee Hoffman în 1951. Acest lucru a dus la faima lui Willis în fandomul science-fiction american și la participarea sa la Worldcon din 1952, din Chicago, ca invitat special, beneficiar al fondurilor de călătorie strânse de fani, sub conducerea fanului Shelby Vick, care a numit fondul „Campania Willis”, cu sloganul,  "WAW with the crew in '52!" 
Walt Willis, James White și Bob Shaw au fost numiți ca Belfast Triangle (triunghiul Belfast).
A publicat o carte profesionistă, sub pseudonimul Walter Bryan: The Improbable Irish (1969), o secvență legată de eseuri pline de umor despre Irlanda, istoria sa și oamenii săi.

## Legături externe
- The Enchanted Duplicator (1954)
- Hyphen (1952-1965; 1987)
- Slant (1948-1953)
- Fanorama column in Nebula (1952-1959)
- The Willis Papers (1961)
- "TAFF publications"
- "Fan Funds home page"
- "GUFF Info"
- Walt Willis la Internet Speculative Fiction Database